# Šlajz
Šlajz (en serbe cyrillique : Шлајз) est une écluse située sur le territoire de la ville de Bečej, en Serbie, dans la province de Voïvodine. Construite entre 1895 et 1899, elle est inscrite sur la liste monuments culturels d'importance exceptionnelle de la république de Serbie (identifiant no SK 1039).

## Présentation
L'écluse « Šlajz », près de Bečej fait partie du système du Grand canal de la Bačka (en serbe : Veliki bački kanal), construit entre 1739 et 1801 par l'ingénieur hongrois József Kiss (en) ; ce canal fait lui-même partie du grand ensemble hydraulique du canal Danube-Tisa-Danube. L'écluse a été conçue par les bureaux de Gustave Eiffel, à l'initiative du gouvernement hongrois qui voulait déplacer vers le nord la jonction du Grand canal de la Bačka et de la rivière Tisa qui, jusqu'alors, s'effectuait à Bačko Gradište. 

## Description

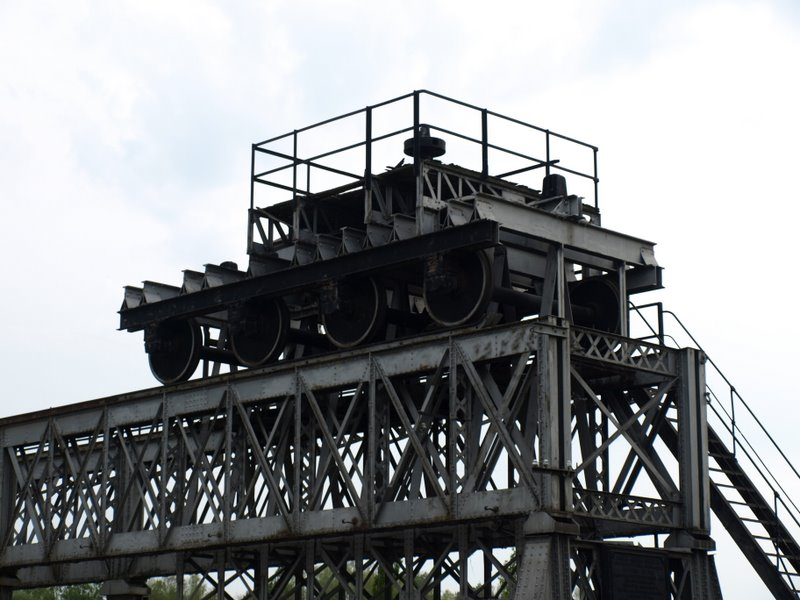
Détail de l'écluse « Šlajz »

Le bassin supérieur de l'écluse était protégé par une digue, tandis que la partie où s'effectuait l'écoulement de l'eau, aussi bien à l'entrée qu'à la sortie, ainsi que le mécanisme qui commandait l'ensemble étaient protégés par deux piliers massifs recouverts de briques émaillées. Les portes d'entrée et de sortie, en métal, étaient conçues pour coulisser à l'aide de grues situées des deux côtés du canal et de la rivière, actionnées par des ouvriers qui furent plus tard remplacés par la force électrique.

## Aujourd'hui
Après la Seconde Guerre mondiale, une nouvelle écluse fut mise en fonctionnement à proximité et Šlajz fut abandonné ; les anciennes portes furent obturées par du béton. Le site est aujourd'hui considéré comme un « monument de la culture technologique » (en serbe : spomenik tehničke kulture) et, comme tel, protégé par l'État.